# Altmann van Passau

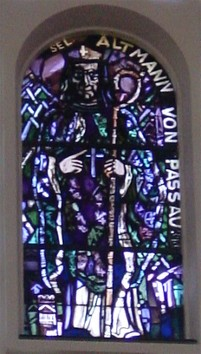
Bisschop Altmann van Passau.

Altmann van Passau (circa 1015 - Zeiselmauer-Wolfpassing, 8 augustus 1091) ook wel Sint-Altmann genoemd, was bisschop van Passau. Hij wordt vereerd als heilige, hoewel hij nooit officieel heilig werd verklaard.

## Levensloop
Tussen 1013 en 1020 werd Altmann geboren in de streek Westfalen. Hij stamde uit een adellijke familie uit het hertogdom Saksen.
Altmann studeerde aan de kathedraalschool van Paderborn, waarvan hij later de directeur werd. Hij werd ook prebende in Aken, koorkapelaan bij keizer Hendrik III van het Heilig Roomse Rijk en kanunnik in Goslar.
In 1065 werd hij benoemd tot bisschop van Passau. Hij richtte als bisschop heel wat kloosters en abdijen op. In 1074 maakte hij de hervormingen bekend die paus Gregorius VII wilde doorvoeren in de kerk en hij steunde ook de paus ook in de Investituurstrijd tegen de Heilig Roomse keizer. Ook was hij een aanhanger van de Duitse tegenkoning Rudolf van Rheinfelden. In 1077 of 1078 werd Altmann door de legers van keizer Hendrik IV uit Passau verjaagd nadat ze de stad veroverd hadden. 
In 1079 en 1080 was Altmann aanwezig bij de synodes in Rome en hij werd als pauselijk legaat naar Duitsland gestuurd om steun te vinden voor de paus. Zo slaagde hij erin om markgraaf Leopold II van Oostenrijk aan de zijde van de paus te krijgen. In 1085 werd Altmann door keizer Hendrik IV ontslagen als bisschop van Passau, waarna hij voornamelijk in Oostenrijk verbleef. In 1091 stierf hij.
Altmann wordt binnen de katholieke kerk vereerd als heilige, hoewel hij nooit officieel heilig werd verklaard. Zijn feestdag valt op 8 augustus.
- Gemeinsame Normdatei: 118997076
- International Standard Name Identifier: 0000 0003 9340 2174
- Library of Congress Control Number: nr94022431
- Nationale Bibliotheek van Tsjechië: xx0254411
- Nederlandse Thesaurus van Auteursnamen: 172066751
- Réseau des bibliothèques de Suisse occidentale: 02-A021585446
- Système universitaire de documentation: 261903802
- Virtual International Authority File: 264162273
- WorldCat: E39PCjGDJJxPFxyVfg9YGHgRDm